# 돗토리 지진
돗토리 지진(일본어: 鳥取地震 とっとりじしん[*])은 제2차 세계 대전이 진행 중이던 1943년 9월 10일 오후 5시 36분에 일어난 규모 M7.2, 모멘트 규모 Mw7.0의 지진이다. 진원지는 일본 돗토리현 게타카군 도요미촌(현 돗토리시)이다. 진원이 매우 얉아 게타카군 고야마촌에서 일본 기상청 진도 계급 기준 진도6을 관측했고, 멀리 세토 내해에 인접한 오카야마현 오카야마시에선 진도5를 기록하였다.
1940년대 일본에서 일어난 사망자 1,000명이 넘는 지진인 1944년 도난카이 지진, 1945년 미카와 지진, 1946년 난카이 지진과 함께 태평양 전쟁 종전 전후 4대 지진 중 하나이다. 태평양 전쟁 중간에 일어났던 지진이라 기밀 처리된 자료도 많으며 이 대부분도 종전 후 파기되어 남아있는 기록이 별로 없는 지진이다.

## 단층
돗토리 지진은 2개의 단층이 개입되었다. 하나는 돗토리시 서쪽 지방에 있는 게타카군 가노정에서 돗토리시 우에하라 지구까지 이어져 있는 길이 8km의 '시카노 단층대'이다. 시가노 단층의 서남쪽은 북쪽을 향해 최대 75cm 이동했으며, 동쪽으로 최대 150cm 이동했다. 단층 동쪽은 남쪽으로 최대 50cm 침강하였으며 단층 서쪽은 복잡한 단층 운동을 하였다.
다른 단층은 시가노 단층 북쪽에 평행하게 있던 '요시오카 단층대'이다. 북쪽은 최대 50cm 침강하였고 동쪽으로 최대 90cm 이동했다.

## 진도
일본 기상청 진도 계급 기준 진도5 이상을 관측한 지역은 다음과 같다.
| 진도 | 도도부현   | 시정촌            |
| ---- | ---------- | ----------------- |
| 6    | 돗토리현   | 돗토리시          |
| 5    | 오카야마현 | 오카야마시 기타구 |
| 5    | 야마구치현 | 하기시            |

## 전진 활동
돗토리 지진 본진 발생 약 반년 전에 돗토리현 동부에서 규모 M6급의 지진이 수 차례 잇달아 일어났다. 이 지진 활동은 돗토리 지진의 전진으로 추정된다.
1943년 3월 4일 19시 13분 경 규모 M6.2의 첫 지진이 일어났으며 이어 19시 35분경에도 M5.7의 지진이 일어났다. 또 다음 날 오전 4시 50분경에는 거의 같은 곳에서 규모 M6.2의 지진이 일어났다.
| 년도   | 월일     | 시각          | 진앙          | 위도     | 경도      | 깊이 (km) | 규모 （Mj） | 최대진도 |
| ------ | -------- | ------------- | ------------- | -------- | --------- | --------- | ----------- | -------- |
| 1943년 | 3월 4일  | 오후 7시 13분 | 돗토리현 동부 | 35°26.5′ | 134°06.2′ | 5         | 6.2         | 5        |
| 1943년 | 3월 4일  | 오후 7시 35분 | 돗토리현 동부 | 35°29.6′ | 134°11.6′ | 16        | 5.7         | 4        |
| 1943년 | 3월 5일  | 오전 4시 50분 | 돗토리현 동부 | 35°27.9′ | 134°14.1′ | 9         | 6.2         | 5        |
| 1943년 | 3월 13일 | 오전 0시 24분 | 돗토리현 동부 | 35°29.4′ | 134°10.2′ | 7         | 5.9         | 4        |

위와 같은 일련의 전진 활동으로 돗토리시, 게다카군, 이와미군, 야즈군에서 지진 피해가 있었으며 특히 연안 지방을 중심으로 건물 피해가 있었다.
이 전진으로 가로항 제방 3곳이 무너졌으며 미즈야마촌에서는 길이 300m에 걸쳐 산이 무너져 벼랑이 만들어졌다. 그 외 땅울림이나 발광 현상도 나왔으며 우물물 탁해짐 등의 이상도 일어났다. 이와이온천, 미사사온천, 도고온천은 탕 온도가 상승하였고 하마무라온천은 한때 용출되는 온천수가 줄어들었다. 인적 피해로는 경상 11명이며, 주택 68채가 붕괴되었으며 515채가 반파되는 피해가 있었다.
일본 지진조사연구추진본부에서는 2016년 돗토리현 중부 지진 이후 지진평가서에서 돗토리현 주변에서는 과거에 큰 규모의 지진이 일어난 후 그와 규모가 비슷한 지진이 수 차례 연달아 일어난 사례가 있다며 규모가 같거나 더 큰 지진이 수 개월 후 일어난 적도 있다고 기록하였다.

## 피해
심한 흔들림으로 돗토리시 중부는 괴멸하여 대부분의 건물이 붕괴하고 구시가지는 완전 파괴되었다. 목조 주택은 대부분 붕괴된 반면 '오장엔 약국' 건물 등 콘크리트로 지은 건물은 지진을 상대적으로 더 잘 버텼다. 가옥붕괴율이 80%를 넘긴 곳도 있었으며 하천 유역의 돗토리 평야 지역은 가옥붕괴율이 평균 30%를 넘겼으나 대부분 습지의 습기로 인해 토대가 부실해 붕괴가 일어났다고 기록되어 있다.
지진 발생 시각이 저녁 식사 준비 시각이라, 지진 후 돗토리 시내엔 16곳에서 화재가 일어났다. 수도관이 파열되는 등의 어려움이 있었으나 지진 직전에 내린 비로 습도가 90% 이상으로 높았던 때라 대화재로 이어지지 않고 소화 활동으로 불길이 금방 진압되었다.
지진으로 토양액상화가 일어난 것으로 추정되는 지역이 있었으며, 산인 본선 및 인비 선 노선의 피해로 철도가 오랜 기간 끊겼다. 이 외에도 전화선 및 도로도 여러 곳이 끊기는 등 돗토리 지역이 고립되었다.
돗토리현 이와미군 이와미정 아라카네 광산에선 지진으로 광산에서 나온 물과 진흙을 담고 있던 제방이 무너져 조선인 노동자 숙소와 아라카네 마을에 산사태가 덮쳐졌다. 이 사고로 징용되었던 조선인 28명과 마을의 일본인 37명이 사망했다.
사망자는 총 1,083명으로 추정되며 남성 대부분은 전장으로 갔기 때문에 사망자 중 다수인 705명(전체의 65%)이 여성이었다.
제2차 세계 대전이 진행 중이던 전시 시기였으므로 정보가 통제되어 있으며 돗토리시 관계자 외 열람 금지 형태로 돗토리현 지진소사가 발간되었다. 또한 태평양 전쟁 종전 전후 여러 이유로 지진 관련 기록이 소실되어 자세한 지진에 대한 정보나 피해 내역을 알 수 없다.
| 지역명   | 인적 피해(명) | 인적 피해(명) | 인적 피해(명) | 주택 피해(채) | 주택 피해(채) | 주택 피해(채)               |
| 지역명   | 사망자        | 중상자        | 경상자        | 완파          | 반파          | 화재 손실                   |
| -------- | ------------- | ------------- | ------------- | ------------- | ------------- | --------------------------- |
| 돗토리시 | 854           | 544           | 1,988         | 5,754         | 3,182         | 전체 소실 250, 일부 소실 16 |
| 이와미군 | 56            | 12            | 137           | 694           | 916           |                             |
| 야즈군   | 49            | 11            | 15            | 3             | 28            |                             |
| 게타카군 | 120           | 100           | 450           | 1014          | 1703          | 전체 소실 1                 |
| 도하쿠군 | 4             | 2             |               | 20            | 329           |                             |
| 총 합    | 1,083         | 669           | 2,590         | 7,485         | 6,158         | 전체 소실 251, 일부 소실 16 |

## 같이 보기
- 일본의 지진 목록

## 참고 문헌
- 錦織勤、池内敏編『街道の日本史37 鳥取・米子と隠岐 但馬・因幡・伯耆』（吉川弘文館、2005年）
- 1943年鳥取地震における建物被害と地盤震動特性の関係 (地震防災分野--震害連鎖特集(2)) 東濃地震科学研究所報告 (19), 1-7, 2006-11, NAID 40015200548
- 宇津徳治ほか, 편집. (2001). 《地震の事典》 第2版판. 朝倉書店. ISBN 978-4-2541-6039-0.
- 宇佐美龍夫 (2003년 4월). 《最新版 日本被害地震総覧 416‐2001》. 東京大学出版会. ISBN 978-4-1306-0742-1.
- 昭和18年9月10日鳥取地震の被害 『東京帝国大学地震研究所彙報』 第23冊第1/4号, 1947.2.28, pp.97-103, hdl:2261/10626
- 金田平太郎、岡田篤正：1943年鳥取地震の地表地震断層 既存資料の整理とその変動地形学的解釈 『活断層研究』 Vol.2002 (2002) No.21 p.73-91, doi:10.11462/afr1985.2002.21_73
- 表俊一郎：昭和18年3月4日鳥取地震調査概報 『地震 第1輯』 Vol.15 (1943) No.5 P101-113, doi:10.14834/zisin1929.15.101